# Gloria Grosso
Gloria Grosso Romero (nascida a 9 de abril de 1936) é uma ex-política italiana. Foi membro da Câmara dos Deputados de 1987 a 1992, representando a Federação das Listas Verdes e o Partido Socialista Democrático Italiano.

## Juventude e início de carreira
Grosso nasceu a 9 de abril de 1936 em Colleferro, em Roma. Ela começou a trabalhar como professora primária. Foi fundadora e presidente nacional da Liga para a Abolição da Caça e a primeira signatária de um referendo contra a caça. Foi membro do conselho provincial de Milão para a Federação das Listas Verdes desde 1985, onde conseguiu o fim da caça às aves na província.

## Carreira política
Grosso foi eleita para a Câmara dos Deputados no dia 29 de junho de 1987 pela Federação das Listas Verdes como representante de Milan-Pavia. Serviu como vice-presidente do comité de trabalho entre 9 de janeiro de 1991 e 22 de abril de 1992 e como vice-presidente do comité de agricultura entre 16 de outubro de 1991 e 22 de abril de 1992. Em abril de 1990, mudou de partido para o Partido Socialista Democrático Italiano. A 22 de abril de 1992, deixou o cargo.